# Panajotis Magdanis
Panajotis Magdanis (ur. 29 listopada 1990 w Mirina Limnoy) – grecki wioślarz.

## Osiągnięcia
- Mistrzostwa świata juniorów – Linz 2008 – jedynka – 17. miejsce.
- Mistrzostwa świata U-23 – Brześć 2010 – dwójka podwójna wagi lekkiej – 1. miejsce.
- Mistrzostwa Europy – Montemor-o-Velho 2010 – dwójka podwójna wagi lekkiej – 8. miejsce.
- Mistrzostwa Europy – Płowdiw 2011 – dwójka podwójna wagi lekkiej – 2. miejsce
- Mistrzostwa Europy – Varese 2012 – dwójka podwójna wagi lekkiej – 1. miejsce
- Mistrzostwa świata – Chungju 2013 – czwórka podwójna wagi lekkiej – 1. miejsce
- Mistrzostwa świata – Amsterdam 2014 – czwórka podwójna wagi lekkiej – 1. miejsce